# محمد المنياوي
محمد المنياوي هو لاعب المنتخب المصري لرفع الاثقال البارالمبي لذوي الهمم، مواليد 10 أكتوبر 1998م شارك في دورة الألعاب البارالمبية الصيفية 2024م، والتي أقيمت في باريس في الفترة من 28 أغسطس وحتى 8 سبتمبر، وقد استطاع المنياوي الفوز بالميدالية الذهبية في مسابقة رفع الأثقال رجال وزن 59 كجم.
وقد جاء تتويج محمود بالميدالية الذهبية بعد رفعه لثقل قدره 201 كجم في المحاولة الثالثة، وكان قد رفع ثقل 198 كجم في المحاولة الثانية، أما في محاولته الأولى فقد رفع ثقل 194 كجم. وكان رقم المنياوي القياسي قبل مشاركته في الدورة البارالمبية 2024م هو 195 كجم.
وكان المنياوي قد تأهل لبارالمبياد باريس بعد إحرازه للميدالية الفضية في بطولة كاس العالم، التي اقيمت بجورجيا، حيث جاء محمد في المركز الثاني برفعه ثقل مقداره 195 كجم ضمن مناقسات وزن 59 كجم
وفي 2023م توج محمد المنياوي بميداليتين برونزيتين في منافسات وزن 59 كجم، وذلك في إطار مناقسات بطولة العالم لرفع الأثقال لذوي الاحتياجات الخاصة والتي استضافتها إمارة دبي بالإمارات العربية المتحدة 2023م